# Conseil économique, social et environnemental de la Nouvelle-Calédonie
Pour les articles homonymes, voir CES et Conseil économique et social.
Immeuble Le Centre (3e étage)
30, route Baie des Dames
Ducos, Nouméa
Le Conseil économique, social et environnemental de la Nouvelle-Calédonie (CESE-NC) est la quatrième institution de la collectivité française particulière de Nouvelle-Calédonie, après le Congrès, le gouvernement et le Sénat coutumier, et devant les Conseils coutumiers. 
Instance consultative, le CESE Nouvelle-Calédonie concourt par ses avis et rapports, rendus publics, à l’administration de la collectivité. Plus particulièrement, le CESE est obligatoirement saisi pour avis par le président du Congrès ou le président du gouvernement sur tout projet ou proposition de loi du pays et de délibération à portée sociale, économique ou environnementale. Il peut également être consulté par les assemblées de province, le Sénat coutumier ou le gouvernement sur tout projet ou proposition de texte à caractère économique, social, culturel ou environnemental. Enfin, il réalise des études sur les questions concernant l’avenir de la Nouvelle-Calédonie et de ses habitants.

## Historique

### Évolutions institutionnelles
L'histoire du CESE néo-calédonien et de la représentation des acteurs économiques et sociaux de l'archipel est récente, remontant à la fin des années 1970. En 1979, le député du Rassemblement pour la République (RPR) Jacques Lafleur, chef localement des anti-indépendantistes et du Rassemblement pour la Calédonie dans la République (RPCR), est le premier à projeter sa création par le biais d'une proposition de loi déposée à l'Assemblée nationale. Il faut néanmoins attendre les accords de Matignon de 1988, qui mettent alors fin à plus de quatre ans d'affrontements violents entre partisans et opposants à l'indépendance, et à la loi référendaire de novembre 1988 qui en découle pour concrétiser la création d'un Comité économique et social territorial. Celui-ci est officiellement mis en place en mars 1991. L'accord de Nouméa de 1998 et la loi organique de 1999, qui repoussent la consultation d'autodétermination sur l'avenir institutionnel à une période de 20 ans et donnent une très large autonomie à la Nouvelle-Calédonie, avec des compétences législatives, le Comité territorial est transformé en Conseil économique et social de la Nouvelle-Calédonie. Dans la continuité du rajout aux compétences du CES national des questions environnementales par une révision constitutionnelle en 2008 et sa transformation en Conseil économique, social et environnemental (CESE), une modification de la loi organique est promulguée le 15 novembre 2013. Désormais, le CES-NC devient le CESE-NC et s'occupe lui-aussi, à l'échelle de la Nouvelle-Calédonie, de donner des avis et de rendre des rapports sur l'environnement. L'ensemble des modifications prévues entrent en vigueur à l'occasion du renouvellement des membres du Conseil de 2015. 

### Liste des présidents
Les présidents successifs du Comité économique et social ont été de 1991 à 1999 :
1. 1991-1996 / 1996-1997 : Jacques Leguéré (militant du RPCR, chef d'entreprise, ingénieur-géologue)
2. 1997-1999 : Bernard Paul (militant du RPCR)

Ensuite, les présidents du CES puis CESE, depuis 2000, ont été :
1. 2000-2005 : Bernard Paul (militant du RPCR)
2. 2005-2010 : Robert Lamarque (ancien président du tribunal administratif de Nouvelle-Calédonie de 1987 à 2004)
3. 2010-2015 : Yves Tissandier (militant du Rassemblement-UMP)
4. 2016-2021 : Daniel Cornaille
5. depuis 2021 : Jean-Louis d'Anglebermes (militant du FLNKS-UC)

## Composition du CESE Nouvelle-Calédonie

### Collèges et règles de désignation
Le CESE-NC est composé de 41 conseillers à partir de 2015 (39 auparavant), femmes et hommes représentants de la société civile organisée, répartis en quatre collèges.
| 1er collège | Organisations professionnelles, Syndicats et Associations | 28 conseillers (4 des îles Loyauté, 8 de la Province Nord et 16 de la Province Sud) |
| 2e collège  | Sénat coutumier                                           | 2 conseillers                                                                       |
| 3e collège  | Comité consultatif de l'environnement                     | 2 conseillers                                                                       |
| 4e collège  | Personnalités qualifiées                                  | 9 conseillers                                                                       |

### Composition de 2010 à 2015

#### Collège des organisations professionnelles, syndicats et associations
- 16 pour la Province Sud :
  - 5 pour des organisations professionnelles que sont :
    - la Fédération patronale Mouvement des entreprises de France de Nouvelle-Calédonie (MEDEF-NC) : Dominique Lefeivre (membre du CESE depuis décembre 2014 en remplacement du défunt Pierre Alla, coprésident du MEDEF-NC chargé des relations sociales depuis 2009, restaurateur gérant et chef du restaurant « La Grillade » à Nouméa)
    - la Confédération générale des petites et moyennes entreprises (CGPME) : Chérifa Linossier (membre du CESE depuis mai 2014 en remplacement de Monique Jandot qui était alors démissionnaire à la suite de son entrée à l'Assemblée de la Province Sud, présidente de la CGPME-NC depuis 2013, fondatrice de la société de conseil et de formation en santé sécurité, prévention des risques et premiers secours NC-Prev, ancien sapeur-pompier)
    - le Syndicat des commerçants de Nouvelle-Calédonie : Alain Peigne (membre du CESE depuis décembre 2014 en remplacement de Jacques Dolbeau, vice-président de 2012 à 2014 puis trésorier du syndicat depuis 2014, gérant du magasin Atol du Centre-ville de Nouméa)
    - l'Ordre des géomètres de la Nouvelle-Calédonie : Jean-Loup Leclercq (1er questeur et président de la commission de l'aménagement, des infrastructures, des transports et du cadre de vie du CESE, vice-président fondateur de l'ordre depuis 2003, directeur de la Société d'économie mixte de l'agglomération du Grand Nouméa SEM Agglo depuis juin 2015)
    - le Syndicat des industries de la mine : Janine Decamp (présidente de la commission des mines, de la métallurgie et des énergies du CESE, membre du Comité consultatif des mines, présidente d'honneur du Syndicat des industries de la mine depuis 2013, ancienne présidente de ce syndicat où elle représente la Société minière Georges Montagnat SMGM, ancienne adjointe RPCR aux maires de Nouméa, Roger Laroque puis Jean Lèques, de 1977 à 1995)

  - 5 pour des syndicats que sont :
    - l'Union des syndicats des ouvriers et employés de Nouvelle-Calédonie (USOENC) : Trévor Underwood (secrétaire général du Syndicat des ouvriers et employés de Nouvelle-Calédonie du commerce SOENC Commerce et 1er secrétaire général adjoint de l'USOENC depuis 1999)
    - la Confédération générale du travail - Force ouvrière (CGT-FO) : Rénato Porterat (membre du CESE depuis décembre 2014 en remplacement de Didier Kaddour qui lui-même avait remplacé Sylvain Méallet en mai 2014, manipulateur en électroradiologie, directeur sportif de l'équipe du Vélo Club Calédonien VCC Mont-Dore et président du comité du cyclisme de la Province Sud)
    - la Confédération française de l'encadrement - Confédération générale des cadres (CFE-CGC) : Christophe Coulson (2e vice-président et président de la commission de l'enseignement, de l'éducation, du travail et de la formation du CESE, président de l'Union territoriale CFE-CGC depuis 2008, fonctionnaire du laboratoire de Port-Laguerre de la Direction des affaires vétérinaires, alimentaires et rurales DAVAR du gouvernement, ancien président du comité de la foire de Bourail en 1998)
    - la Confédération générale des travailleurs de Nouvelle-Calédonie (COGETRA-NC) : Jean-Pierre Kabar (président fondateur de la COGETRA-NC depuis 2004, ancien président du conseil d'administration de la Caisse de compensation des prestations familiales et des accidents du travail ou CAFAT de 2011 à 2014)
    - la Fédération des syndicats des fonctionnaires, agents et ouvriers de la fonction publique : Ronald Ponia (membre du CESE depuis mars 2014 en remplacement de Micheline Rolly, secrétaire général du Syndicat des fonctionnaires, des agents et des ouvriers de la santé et du social SFAO Santé-Social depuis 1998, infirmier)

  - 5 pour des associations à portée culturelle ou communautaire que sont :
    - l'Association « Marguerite » qui organise des reconstitutions historiques et la préservation du patrimoine historique de la région de La Foa-Farino-Moindou : Daniel Guépy (membre du CESE depuis mai 2014 en remplacement d'Anne-Marie Hervouet, vice-président de l'Association Marguerite, gérant de l'entreprise touristique de randonnées à cheval et de gîte rural « Pocquereux Randonnées », éleveur de mouton dans la vallée de Pocquereux à La Foa, président de l'Unité de sélection et de promotion des races animales ovines et caprines UPRA-OC depuis 2000, élu à la Chambre d'agriculture de Nouvelle-Calédonie, ancien conseiller municipal RPCR puis Avenir ensemble puis Calédonie ensemble de La Foa)
    - Avenir et solidarité indonésienne : Soukarti Sagit
    - Amitiés antillaises : Jean Saussay (président de la commission de la santé et de la protection sociale du CESE, militant de l'Union pour la Calédonie dans la France et du Mouvement populaire calédonien, président de l'Amicale Antilles-Guyane-Réunion, président de la Fédération des cadres, responsable du service grand public d'EEC)
    - l'Association de la jeunesse wallisienne et futunienne : Elia Sione (président de l’Association jeunesse wallisienne et futunienne en Nouvelle-Calédonie, président du Conseil international des organisations de festivals folkloriques de Nouvelle-Calédonie CIOFF-NC depuis 2008, militant de Calédonie ensemble)
    - la Fondation des Pionniers qui regroupe des « Caldoches » : Jean-Louis Veyret (secrétaire du bureau du CESE, président de la Fondation des Pionniers depuis 2005)

  - 1 pour le Comité territorial olympique et sportif (CTOS) : Charles Cali (président de la commission de la culture, de la jeunesse et des sports du CESE, président du CTOS depuis 2008, ancien vice-président du comité d'organisation des Jeux du Pacifique de 2011, ancien entraîneur de voile, enseignant à la retraite)
- 8 pour la Province Nord :
  - 3 organisations professionnelles sont représentées : 
    - le GIE Tourisme en Province Nord : Stéphane Brun (membre du CESE depuis mai 2014 en remplacement de Jules Nekoeng qui lui-même avait remplacé en août 2012 Marie-Claude Gauzères, directeur de l'hôtel Tiéti Téra de Poindimié depuis 2008)
    - la Société minière du Sud Pacifique (SMSP) : Victor Toulangui (membre du CESE depuis décembre 2014 en remplacement de Dominique Nacci, conseiller technique pour les mines auprès du P-DG de la SMSP)
    - le Groupe agricole des producteurs de la Côte Est (GAPCE) : Jérôme Paoumua (membre du CESE depuis mai 2011 en remplacement de Robert Poinri, président de la commission des affaires coutumières du CESE, vice-président du GAPCE depuis 2002, exploitant et technicien agricole notamment de café, cogérant de la société de valorisation des produits du GAPCE SOVAL, ancien conseiller municipal FLNKS-Palika et adjoint au maire chargé des sports de Poindimié de 1979 à 2012)

  - 2 syndicats que sont :
    - l'Union syndicale des travailleurs kanaks et des exploités (USTKE) : Vacant depuis le décès le 24 mai 2015 de François-Xavier « Franck » Apok (il était le 2e questeur du CESE, responsable de la fédération enseignement et 4e vice-président de l'USTKE, militant du Parti travailliste)
    - le Syndicat des entreprises BTP du Nord : Jean-Claude Brésil (président de la commission du développement économique, de la fiscalité et du budget du CESE, vice-président du Syndicat du BTP, président de l'association d'insertion des entreprises calédoniennes au sein du projet du Koniambo ECKO)

  - 3 associations : 
    - le Conseil des femmes du Nord : Albertine Booene (membre du CESE depuis septembre 2013 en remplacement d'Élisabeth Kaviereneva, présidente du Conseil des femmes du Nord)
    - l'association en l'honneur de Jacques Iekawé qui fut le 1er préfet mélanésien : Jocelyne Konyi (directrice du Foyer des étudiants de la Province Nord à Nouméa depuis 2003)
    - l'Association pour la sauvegarde de l'enfance, de l'adolescence et des adultes de Nouvelle-Calédonie (ASEANC) : Alain Grabias (président fondateur de l'Association pour la sauvegarde de l'enfant, de l'adolescent et de l'adulte de Province Nord AseaPN depuis 2012, directeur de la Maison de l'enfance de Koné, ancien directeur de la Direction provinciale des affaires sociales et des problèmes de société DPASS-PS de la Province Nord)
- 4 pour celles des îles Loyauté :
  - l'association TaPeNe de promotion de la culture Nengone, à savoir de Maré : Eugène Siwene (habitant de la tribu de Rô à Maré)
  - le Comité du développement du district de Wet à Lifou : Paulo Saume (président de la commission agriculture, élevage et pêche du Comité du développement du district de Wet, militant du Parti travailliste)
  - le Syndicat des pêcheurs d'Ouvéa : Henri Wandaye (militant du FLNKS-UC)
  - l'Association foire agricole, artisanale et folklorique de Lifou : André Itrema (3e vice-président du CESE, secrétaire de l'association des producteurs agricoles loyaltiens Arbofruits depuis 2013, militant du RPC)

#### Collège du Sénat coutumier
Les deux membres désignés par le Sénat coutumier en son sein sont :
- Jean Ignace Käys (membre du CESE depuis septembre 2010 en remplacement de Clément Grochain, sénateur coutumier pour l'aire Xaracuu depuis 2010, président du Sénat coutumier pour l'année 2014-2015, chargé de mission au conseil d'aire, conseiller municipal FLNKS-Palika de Boulouparis en Province Sud de 2008 à 2014)
- Octave Togna (membre du CESE en tant que représentant du Sénat coutumier depuis septembre 2010, auparavant en tant que personnalité qualifiée, sénateur coutumier pour l'aire Djubéa-Kaponé en Province Sud depuis 2010, ancien directeur fondateur de la radio indépendantiste Radio Djiido de 1985 à 1998, ancien directeur de l'ADCK de 1989 à 2006, ancien militant du FLNKS-UC, militant de l'association politique progressiste et accordiste « Ouverture citoyenne »)

#### Personnalités qualifiées
Les neuf personnes qualifiées représentatives de la vie économique, sociale ou culturelle du Territoire désignées par le Gouvernement de la Nouvelle-Calédonie après avis des trois présidents des Assemblées de Province sont : 
- France Debien (militant du Rassemblement-UMP, ancien élu de l'Assemblée de la Province Nord et du Congrès de 1999 à 2009, éleveur « caldoche » ou « broussard » de Témala à Voh)
- Jean-Pierre Flotat (président du conseil d'administration de l'ISEE, ancien directeur de la Caisse d'épargne en Nouvelle-Calédonie de 1986 à 2006 et ancien président du conseil d'administration de l'OPT de 2007 à 2008)
- Pierre Hénin (président de la commission du développement touristique du CESE, militant du Rassemblement-UMP, ancien conseiller municipal de Nouméa de 1989 à 2008, médiateur municipal de 2001 à 2008, membre d'associations et photographe professionnel)
- Jean-Louis Laval (membre du CESE depuis juillet 2014 en remplacement de Thierry Cornaille qui fut élu porte-parole Calédonie ensemble du gouvernement de la Nouvelle-Calédonie, président depuis 2013 de l'Union professionnelle artisanale de Nouvelle-Calédonie UPA-NC)
- Jean-Baptiste Marchand (membre du CESE depuis juillet 2014 en remplacement Martine Lagneau qui fut élue au Congrès sur une liste Calédonie ensemble, militant de Calédonie ensemble, président du groupement de défense des cultures sous abri, exploitant maraîcher à La Tamoa dans la commune de Païta en Province Sud)
- Didier Poidyaliwane (4e vice-président et président de la commission de l'agriculture, de l'élevage, des forêts et de la pêche du CESE, directeur général adjoint de l'Agence de développement rural et d'aménagement foncier ADRAF)
- Gaston Gabriel Poiroi (1er vice-président du CESE, membre du bureau du FLNKS, militant de l'UC et conseiller municipal d'opposition de Boulouparis en Province Sud depuis 2008)
- Yves Tissandier (président du CESE depuis 2010, membre du Rassemblement-UMP, ancien secrétaire général de plusieurs institutions calédoniennes comme le Comité économique et social, ancêtre du CES local, du Conseil coutumier, ancêtre du Sénat coutumier, et de tous les exécutifs locaux dirigés par Dick Ukeiwé dans les années 1980)
- Jeannette Walewene (membre du CESE depuis octobre 2010 en remplacement d'Octave Togna qui désormais siège au CESE en tant que sénateur coutumier, présidente de la commission de la femme du CESE, responsable de la cellule du développement social des tribus DST au département social de la Direction des affaires sanitaires et sociales et des problèmes de société DASSPS de la Province Nord et employée du programme des affaires culturelles de la Communauté du Pacifique)

### Composition de 2016 à 2021
Après des mois de retard, sur fond de conflits politiques, la composition du CESE-NC est finalement arrêtée le 5 avril 2016. Sont indiqués en italique les personnalités reconduites.

#### Collège des organisations professionnelles, syndicats et associations
- 16 pour la Province Sud :
  - 5 pour des organisations professionnelles que sont :
    - le Groupement féminin de développement agricole de Nouvelle-Calédonie (GFDA-NC) : Rozanna Roy (présidente fondatrice du GFDA-NC depuis 2004, vice-présidente de la Fédération nationale des syndicats d'exploitants agricoles de Nouvelle-Calédonie ou FNSEA-NC depuis 2010, ancienne 7e adjointe au maire RPCR de Bourail chargée de la jeunesse et des droits des femmes de 2001 à 2008)
    - l'Union des entreprises de proximité de Nouvelle-Calédonie (U2P-NC, appelée Union professionnelle artisanale de Nouvelle-Calédonie ou UPA-NC jusqu'en 2017) : Jean-Louis Laval (membre du CESE depuis juillet 2014 en remplacement de Thierry Cornaille qui fut élu porte-parole Calédonie ensemble du gouvernement de la Nouvelle-Calédonie, à l'origine membre du Collège des personnalités qualifiées jusqu'en avril 2016, président depuis 2013 de l'Union professionnelle artisanale de Nouvelle-Calédonie UPA-NC)
    - la Fédération patronale Mouvement des entreprises de France de Nouvelle-Calédonie (MEDEF-NC) : Dominique Lefeivre (membre du CESE depuis décembre 2014 en remplacement du défunt Pierre Alla, coprésident du MEDEF-NC chargé des relations sociales depuis 2009, restaurateur gérant et chef du restaurant « La Grillade » à Nouméa)
    - la Confédération des petites et moyennes entreprises de Nouvelle-Calédonie (CPME-NC, appelée Confédération générale des petites et moyennes entreprises de Nouvelle-Calédonie ou CGPME-NC jusqu'en 2017) : Yann Lucien (membre du CESE depuis mars 2020 en remplacement de Chérifa Linossier qui était alors démissionnaire à la suite de son entrée en campagne pour les élections municipales à Nouméa, président de la CPME-NC depuis janvier 2020, président de la Représentation patronale du Pacifique sud ou RPPS, fédération regroupant les CPME de Nouvelle-Calédonie et de Polynésie française, depuis avril 2021, gérant des entreprises de réparation automobile Cardans NC et Turbo Services, ancien président de l'Association des réparateurs automobiles dite ARA)
    - la Confédération de l'immobilier en Nouvelle-Calédonie (CINC) : Pierrette Mercadal (membre du CESE depuis mai 2019 en remplacement de Claude François démissionnaire, gérante et fondatrice de l'agence immobilière Nouméa Immobilier)

  - 5 pour des syndicats que sont :
    - la Fédération des syndicats des fonctionnaires, agents et ouvriers de la fonction publique (FSFAOFP) dite Fédération des fonctionnaires ou « La Fédé » : Lionel Woreth (membre du CESE depuis mars 2021 en remplacement de Ronald Ponia démissionnaire, secrétaire administratif de la Fédération des fonctionnaires, secrétaire général adjoint du Syndicat des fonctionnaires, des agents et des ouvriers de l'Office des postes et télécommunications de Nouvelle-Calédonie SFAO-OPT depuis 2015, technicien au bureau d'études de l'OPT-NC)
    - la Confédération générale des travailleurs de Nouvelle-Calédonie (COGETRA-NC) : Jean-Pierre Kabar (président fondateur de la COGETRA-NC depuis 2004, ancien président du conseil d'administration de la Caisse de compensation des prestations familiales et des accidents du travail ou CAFAT de 2011 à 2014)
    - l'Union territoriale de la Confédération française de l'encadrement - Confédération générale des cadres (UT-CFE-CGC) : Dominique Manate (membre du CESE depuis janvier 2020 en remplacement de Christophe Dabin démissionnaire, un des permanents pour le secteur privé de l'UT-CFE-CGC, directeur de projet maîtrise d'ouvrage MOA à l'OPT-NC)
    - l'Union syndicale des travailleurs kanaks et des exploités (USTKE) : André Forest (président de l'USTKE depuis 2015, ancien 2e vice-président de 2010 à 2012 puis 1er vice-président du syndicat chargé du secteur public et des Îles Loyauté de 2012 à 2015, ancien représentant syndical à l'OPT-NC)
    - l'Union des syndicats des ouvriers et employés de Nouvelle-Calédonie (USOENC) : Jean-Marc Burette (secrétaire général adjoint du Syndicat des ouvriers et employés de Nouvelle-Calédonie du commerce SOENC Commerce depuis 2010, directeur de la clientèle à la Société immobilière de Calédonie dite SIC)

  - 5 pour des associations à portée culturelle ou communautaire que sont :
    - l'Amicale Antilles-Guyane-Réunion : Jean Saussay (militant de l'Union pour la Calédonie dans la France et du Mouvement populaire calédonien, président de l'Amicale Antilles-Guyane-Réunion, président de la Fédération des cadres, responsable du service grand public d'EEC)
    - l'Union fédérale des consommateurs—Que choisir (UFC-Que choisir) de Nouvelle-Calédonie : Françoise Kerjouan (vice-présidente de l'association UFC-Que choisir en Nouvelle-Calédonie, engagée tout spécialement dans le domaine de la surveillance alimentaire notamment contre les pesticides, membre de l'association écologiste Ensemble pour la planète)
    - la Fondation des Pionniers qui regroupe des « Caldoches » : Miguel Harbulot (membre du CESE depuis juillet 2020 en remplacement de Raymond Guépy décédé, président de la Fondation des Pionniers depuis 2020, ancien architecte du patrimoine de la Province Sud)
    - le Collectif Handicaps : Catherine Poëdi (membre du CESE depuis mars 2019 en remplacement de Catherine Peyrache démissionnaire, présidente de l'Association des parents d'enfants handicapés de Nouvelle-Calédonie APEH-NC, gestionnaire de deux établissements d'accueil avec hébergement pour enfants ou jeunes handicapés moteurs, IMC ou polyhandicapés à Nouméa, ancienne enseignante dans des établissements secondaires privés protestants)
    - l'association écologiste Ensemble pour la planète (EPLP) : Martine Cornaille (présidente fondatrice d'EPLP depuis 2008, ancienne enseignante en sciences de la vie et de la terre à la retraite depuis 2011)

  - 1 pour le Comité territorial olympique et sportif (CTOS) : vacant depuis le décès le 12 août 2021 de Charles Cali (ancien président du CTOS de 2008 à 2020, ancien vice-président du comité d'organisation des Jeux du Pacifique de 2011, ancien entraîneur de voile, enseignant à la retraite)
- 8 pour la Province Nord :
  - 3 organisations professionnelles sont représentées : 
    - le Groupe agricole des producteurs de la Côte Est (GAPCE) : Jérôme Paoumua (membre du CESE depuis mai 2011 en remplacement de Robert Poinri, vice-président du GAPCE depuis 2002, exploitant et technicien agricole notamment de café, cogérant de la société de valorisation des produits du GAPCE SOVAL, ancien conseiller municipal FLNKS-Palika et adjoint au maire chargé des sports de Poindimié de 1979 à 2012)
    - la société d'économie mixte locale (SEML) Nord Avenir : Yves Goyetche (directeur général de l'Institut calédonien de participation ou ICAP, organisme chargé de financer les projets de rééquilibrage économique entre le Grand Nouméa et le reste de la Nouvelle-Calédonie, jusqu'en mars 2017)
    - la Société minière du Sud Pacifique (SMSP) jusqu'en avril 2017 puis la SEML Nord Avenir (deuxième représentant) : vacant depuis la démission en juillet 2020 de Laurent Chatenay (ancien membre du CESE à partir d'avril 2017 en remplacement de Marcel Thomas, démissionnaire, qui lui-même représentait la SMSP depuis le 26 avril 2016 en remplacement de Victor Toulangui démissionnaire, ancien directeur général adjoint de la SEML Nord Avenir de 2014 à 2020, ancien membre RPCR du Congrès et élu de l'Assemblée de la Province Sud de 1995 à 1999, ancien militant de l'association politique de gauche « Ouverture citoyenne » de Louis Mapou et Octave Togna de 2009 à 2014)

  - 2 syndicats que sont :
    - la Confédération nationale des travailleurs du Pacifique (CNTP) : Ariel Boe Tutugoro (président de la CNTP depuis le 12 décembre 2015, ancien secrétaire général de la CNTP Enseignement en 2013 il a été le négociateur durant le conflit au lycée de Poindimié en 2010,organisateur des mouvements de soutien en 2011, puis en 2015, Comité West Papua Solidarité de mobilisation et de soutien au mouvement séparatiste de Papouasie occidentale, l'Organisation pour une Papouasie libre).Enseignant depuis plus de 20 ans il devient spécialisé depuis 6 ans.Homme de terrain il a depuis décembre 2015 fait remonter de manière extraordinaire les adhésions dans son syndicat.
    - la Fédération des industries de Nouvelle-Calédonie (FINC) : Hatem Bellagi (membre du CESE depuis avril 2019 en remplacement de Pierrick Maury démissionnaire, trésorier de la FINC, président de la grappe de serveurs Open.nc, gérant et fondateur de l'agence de communication numérique et de création de sites internet Skazy)

  - 3 associations : 
    - l'Association pour la formation et l'animation culturelle et socio-éducative (AFACS) : Sidonie Vaiadimoin (membre du CESE depuis avril 2017 en remplacement d'Abd-El-Krim Ben Lahoussine, directrice de camp de vacances de l'AFACS dans sa tribu de Tendo à Hienghène, proche du Palika)
    - l'Association pour la sauvegarde de l'enfance, de l'adolescence et des adultes de Nouvelle-Calédonie (ASEANC) : Alain Grabias (président fondateur de l'Association pour la sauvegarde de l'enfant, de l'adolescent et de l'adulte de Province Nord AseaPN depuis 2012, directeur de la Maison de l'enfance de Koné, ancien directeur de la Direction provinciale des affaires sociales et des problèmes de société DPASS-PS de la Province Nord)
    - l'Association Patrimoine et Histoire de Vook (Voh, APVH) : Jacques Loquet (président de l'APVH et du Comité environnemental de Koniambo, particulièrement investi dans la préservation du cœur de Voh ou concernant le respect de l'environnement par l'usine du Nord)
- 4 pour celles des îles Loyauté :
  - l'association Nengone Tourisme, de Maré : Richard Kaloï (ancien président FLNKS-UC de la Province des îles Loyauté de 1989 à 1995)
  - le Comité du développement du district de Wet à Lifou : Wamo Maxime Wadrenges (membre du CESE depuis septembre 2019 en remplacement de Paulo Trogalaeë Saumë décédé, infirmier à la retraite, militant d'UC Renouveau et du FLNKS-UC)
  - le Syndicat des pêcheurs d'Ouvéa : Daniel Estieux (membre du CESE depuis avril 2019 en remplacement de Cédric Meaou démissionnaire, président du Syndicat des pêcheurs d'Ouvéa)
  - l'Association foire agricole, artisanale et folklorique de Lifou : André Itrema (secrétaire de l'association des producteurs agricoles loyaltiens Arbofruits depuis 2013, militant du RPC)

#### Collège du Sénat coutumier
Les deux membres désignés par le Sénat coutumier en son sein sont :
- Aguetil Mahe Gowé (membre du CESE depuis novembre 2020 en remplacement de Cyprien Kawa dit Varaa Poaero qui avait remplacé en février 2019 Roméo Zéoula qui lui-même avait remplacé en juin 2018 Pascal Sihazé, sénateur coutumier pour l'aire Ajië-Aro depuis 2020, de la tribu de Karovin dans le district de Haut-Nindhia)
- Justin Gaïa (membre du CESE depuis novembre 2020 en remplacement de Samuel « Sammy » Ihage qui lui-même avait remplacé en février 2019 Gilbert Téin, sénateur coutumier pour l'aire Djubéa-Kaponé depuis 2020, ancien militaire de l'armée de l'air, ancien conseiller municipal RPCR puis L'Avenir ensemble puis Calédonie ensemble de Païta de 2001 à 2020, de la tribu de N'Dé, président du Sénat coutumier pour 2020-2021)

#### Collège du Comité consultatif de l'environnement
Les deux membres désignés par le Comité consultatif de l'environnement (et premiers représentants de ce collège) sont : 
- Jacques « Jacky » Mermoud (vice-président d'EPLP, président de l'association écologiste Point zéro baseline et de la société Mangle d'inventaire et de plantation de mangrove, candidat en 9e position sur la liste d'union indépendantiste « Bien vivre au Mont-Dore pour une nation arc-en-ciel » lors des élections municipales de 2014 au Mont-Dore)
- Jonas Téin (président de l'association Dayu Biik de préservation de l'environnement de Hienghène et notamment du mont Panié liée à Conservation International, ancien conseiller municipal FLNKS de Hienghène de 2008 à 2014)

#### Personnalités qualifiées
Les neuf personnes qualifiées représentatives de la vie économique, sociale ou culturelle du Territoire désignées par le Gouvernement de la Nouvelle-Calédonie après avis des trois présidents des Assemblées de Province sont : 
- Joseph Caihé (militant de Calédonie ensemble depuis 2017 et candidat en 13e position sur la liste de ce parti aux élections provinciales de 2019 dans le Sud, journaliste à la retraite de télévision et de radio publiques de 1976 à 2015, animateur du festival Mélanésia 2000 en 1975, présentateur de télévision sur les chaînes publiques successives FR3 Nouvelle-Calédonie de 1980 à 1983, puis RFO Nouvelle-Calédonie de 1983 à 2010 et finalement Nouvelle-Calédonie 1re de 2010 à 2015, ancien directeur régional de RFO Wallis-et-Futuna de 2002 à 2005)
- Daniel Cornaille (ancien cycliste puis dirigeant sportif, premier néo-calédonien victorieux du Tour de Nouvelle-Calédonie en 1968, sextuple médaille d'or aux Jeux du Pacifique, fondateur de la première école de cyclisme de Nouvelle-Calédonie, ancien président du Comité cycliste de la Province Sud de 1988 à 1992, du Comité régional de cyclisme de Nouvelle-Calédonie de 1992 à 2000 et du Comité territorial olympique et sportif ou CTOS de 2003 à 2008)
- Savelio Felomaki (ancien chef du bureau de Wallis-et-Futuna au Haut-commissaire de la République en Nouvelle-Calédonie, candidat en 16e position sur la liste Calédonie ensemble au Mont-Dore aux élections municipales, en 21e position sur la liste Calédonie ensemble dans le Sud aux élections provinciales de 2014 et en 35e place sur la liste Calédonie ensemble aux élections municipales de 2020 au Mont-Dore)
- Jean-Pierre Flotat (membre du CESE depuis 2010, président du conseil d'administration de l'ISEE, ancien directeur de la Caisse d'épargne en Nouvelle-Calédonie de 1986 à 2006 et ancien président du conseil d'administration de l'OPT de 2007 à 2008)
- 1 siège vacant depuis le décès le 28 juin 2021 de Hnadriane Hnadriane (secrétaire général adjoint du Rassemblement pour la Calédonie ou RPC, président de l'Association des riverains du lotissement des Alizés de Nouville à partir de 1993, conseiller municipal de la majorité à Nouméa à partir de 2020, candidat en 15e position de la liste de l'Union pour la Calédonie dans la France dite UCF à Nouméa pour les élections municipales et en 14e de celle du Sud aux élections provinciales de 2014)
- Patrick Ollivaud (militant du Rassemblement, président-directeur général du groupe de la Société des hôtels de Nouméa ou SHN, détenu en majorité par la Province Sud et propriétaire des complexes hôteliers Méridien de Nouméa et de l'île des Pins ainsi que du Sheraton de Deva ainsi que des casinos de l'archipel, ancien conseiller municipal RPCR de Nouméa de 2001 à 2008)
- Didier Poidyaliwane (membre du CESE depuis 2010, militant de l'UC et du FLNKS, directeur général adjoint de l'Agence de développement rural et d'aménagement foncier ADRAF) jusqu'à son entrée au gouvernement le 1er décembre 2017, remplacé le 22 juin 2018 par Johanito Wamytan (directeur de la « Case des artistes » depuis 2014, président de l'association écologiste Corail vivant et de l'Association d'amitié sino-calédonienne, militant de l'UC et du FLNKS)
- Gaston Gabriel Poiroi (membre du CESE depuis 2010, membre du bureau du FLNKS, militant de l'UC et ancien conseiller municipal d'opposition de Boulouparis en Province Sud de 2008 à 2020)
- Jeannette Walewene (membre du CESE depuis octobre 2010 en remplacement d'Octave Togna qui désormais siégeait au CESE en tant que sénateur coutumier, responsable de la cellule du développement social des tribus DST au département social de la Direction des affaires sanitaires et sociales et des problèmes de société DASSPS de la Province Nord et employée du programme des affaires culturelles de la Communauté du Pacifique)

### Composition de 2021 à 2026
Le renouvellement des membres du CESE-NC se fait le 28 décembre 2021. Sont indiqués en italique les personnalités reconduites.

#### Collège des organisations professionnelles, syndicats et associations
- 16 pour la Province Sud :
  - 5 pour des organisations professionnelles que sont :
    - la Fédération territoriale des agents immobiliers (FTAI) : Divy Bartra (membre du CESE depuis décembre 2021, président de la FTAI depuis 2021, ancien président de la commission Économie Fiscalité du MEDEF-NC de 2018 à 2020, gérant associé depuis 2011 de l'agence immobilière Agence Générale aux côtés des personnalités du Rassemblement-LR Pierre Frogier et Brieuc Frogier)
    - la Fédération patronale Mouvement des entreprises de France de Nouvelle-Calédonie (MEDEF-NC) : Bertrand Courte (membre du CESE depuis décembre 2021, associé gérant du groupe antillais de conservation frigorifique pour la grande distribution Frigodom en Nouvelle-Calédonie)
    - l'Union des entreprises de proximité de Nouvelle-Calédonie (U2P-NC, appelée Union professionnelle artisanale de Nouvelle-Calédonie ou UPA-NC jusqu'en 2017) : Jean-Louis Laval (membre du CESE depuis juillet 2014 en remplacement de Thierry Cornaille qui fut élu porte-parole Calédonie ensemble du gouvernement de la Nouvelle-Calédonie, à l'origine membre du Collège des personnalités qualifiées jusqu'en avril 2016, 2e questeur du bureau du CESE depuis 2021, président depuis 2013 de l'Union professionnelle artisanale de Nouvelle-Calédonie UPA-NC)
    - le Syndicat des exportateurs de minerai (SEM) : Thibaut Martelin (membre du CESE depuis décembre 2021, président du SEM, 3e puis 2e vice-président du MEDEF-NC depuis 2020, directeur général du Groupe Ballande depuis 2020)
    - le Syndicat des éleveurs : Guy Monvoisin (membre du CESE depuis décembre 2021, président du syndicat des éleveurs depuis 2006, exploitant d'une station d'élevage à Pouembout)

  - 5 pour des syndicats que sont :
    - l'Union des syndicats des ouvriers et employés de Nouvelle-Calédonie (USOENC) : Jean-Marc Burette (membre du CESE depuis avril 2016, secrétaire général adjoint du Syndicat des ouvriers et employés de Nouvelle-Calédonie du commerce SOENC Commerce depuis 2010, directeur de la clientèle à la Société immobilière de Calédonie dite SIC)
    - l'Association de défense et de solidarité retraite : Éliette Cognard (membre du CESE depuis décembre 2021, militante du Rassemblement-LR, restauratrice à Nouméa)
    - la Confédération générale des travailleurs de Nouvelle-Calédonie (COGETRA-NC) : Jean-Pierre Kabar (membre du CESE depuis 2010, 1er questeur du bureau du CESE depuis 2021, président fondateur de la COGETRA-NC depuis 2004, ancien président du conseil d'administration de la Caisse de compensation des prestations familiales et des accidents du travail ou CAFAT de 2011 à 2014)
    - l'Union territoriale de la Confédération française de l'encadrement - Confédération générale des cadres (UT-CFE-CGC) : Corinne Quinty (membre du CESE depuis décembre 2021, secrétaire générale de l'UT-CFE-CGC depuis 2009, coordinatrice du développement local à Thio pour la direction du Développement rural de la Province Sud)
    - l'Association des doctorants néo-calédoniens (ADN) : Marie-Laure Ukeiwé (membre du CESE depuis décembre 2021, militante du Rassemblement-LR, fille de l'ancien sénateur et député européen Dick Ukeiwé, 6e adjointe au maire de Dumbéa chargée de la cohésion sociale et de la solidarité depuis 2020, doctorante en sociolinguistique à l'Université de la Nouvelle-Calédonie depuis 2018, chargée de mission pour la politique éducative et l'accompagnement du PENC à la direction de l'éducation de la Province Sud depuis 2021)

  - 5 pour des associations à portée culturelle ou communautaire que sont :
    - l'association La Bande à Nounou (défense du bien-être animal, refuge) : Pascale Daly (membre du CESE depuis décembre 2021, militante de L'Avenir en confiance et des Républicains calédoniens, ancienne militante de Calédonie ensemble, ancienne conseillère municipale d'opposition de Nouméa de 2008 à 2014)
    - le Comité coutumier wallisien et futunien de la commune de Païta : Robert Lakalaka (membre du CESE depuis décembre 2021, président du Comité coutumier wallisien et futunien de la commune de Païta)
    - l'association écologiste Mocamana : Léa Pöllabauer (membre du CESE depuis décembre 2021, zoologue, présidente de Mocamana)
    - l'Amicale Antilles-Guyane : Jean Saussay (membre du CESE depuis 2010, militant de L'Avenir en confiance et du Mouvement populaire calédonien-LR, président de l'Amicale Antilles-Guyane, président de la Fédération des cadres, responsable du service grand public d'EEC)
    - l'association Un coeur=Une voix : Marc Zeisel (membre du CESE depuis décembre 2021, militant de L'Avenir en confiance et animateur du pôle projet des Républicains calédoniens, 9e adjointe à la maire de Nouméa chargé des mobilités et des aménagements urbains depuis 2014, militant de l'association de défense des citoyens exclus du corps électoral local Un coeur=Une voix)

  - 1 pour le Comité territorial olympique et sportif (CTOS) : Jean-Jacques Annonier (membre du CESE depuis décembre 2021, trésorier du CTOS depuis 2020, président de la ligue calédonienne de squash)
- 8 pour la Province Nord :
  - 3 organisations professionnelles sont représentées : 
    - la Fédération des industries de Nouvelle-Calédonie (FINC) : Hatem Bellagi (membre du CESE depuis avril 2019 en remplacement de Pierrick Maury démissionnaire, trésorier de la FINC, président de la grappe de serveurs Open.nc, gérant et fondateur de l'agence de communication numérique et de création de sites internet Skazy)
    - la Fédération des pêcheurs professionnels Nord (FPPN) : Joseph Dahma (membre du CESE depuis décembre 2021, président de la FPPN et secrétaire de la Confération des pêcheurs professionnels de Nouvelle-Calédonie CPPNC, pêcheur à Poum)
    - le Groupe agricole des producteurs de la Côte Est (GAPCE) : Jean Pouyé (membre du CESE depuis décembre 2021, exploitant agricole et président du Comité d'animation de Ponérihouen CAP, militant du FLNKS et de l'UPM)

  - 2 syndicats que sont :
    - l'Union syndicale des travailleurs kanaks et des exploités (USTKE) : André Forest (membre du CESE depuis avril 2016, président de l'USTKE depuis 2015, ancien 2e vice-président de 2010 à 2012 puis 1er vice-président du syndicat chargé du secteur public et des Îles Loyauté de 2012 à 2015, ancien représentant syndical à l'OPT-NC, militant du Parti travailliste, conseiller municipal d'opposition de Païta depuis 2020)
    - la Fédération des syndicats des fonctionnaires, agents et ouvriers de la fonction publique (FSFAOFP) dite Fédération des fonctionnaires ou « La Fédé » : Lionel Woreth (membre du CESE depuis mars 2021 en remplacement de Ronald Ponia démissionnaire, secrétaire administratif de la Fédération des fonctionnaires, secrétaire général adjoint du Syndicat des fonctionnaires, des agents et des ouvriers de l'Office des postes et télécommunications de Nouvelle-Calédonie SFAO-OPT depuis 2015, technicien au bureau d'études de l'OPT-NC)

  - 3 associations :
    - l'Association pour la sauvegarde de l'enfance, de l'adolescence et des adultes de Nouvelle-Calédonie (ASEANC) : Pierre Bouiguivie (membre du CESE depuis décembre 2021, président de l'ASEANC depuis 2021, directeur de la Mission locale d'insertion des jeunes de la Province Nord MLIJ-PN depuis 1993, responsable de son antenne de Poindimié, ancien formateur et directeur à la Maison familiale rurale de Pouébo de 1979 à 1992)
    - l'Association Patrimoine historique de Ouaco et Kaala-Gomen (APHOK) : Bruno Condoya (militant de Calédonie ensemble, conseiller municipal d'opposition de Koumac depuis 2014, président du club de basketball AS Tiébaghi et du Comité provincial nord de basketball CPNBB depuis 2013, président de la Caisse locale Groupama Pacifique et gérant du Garage YC Services de Koumac, ancien chef du centre minier de Ouaco)
    - l'Association écologique ENVIRONORD : Jacques Loquet (membre du CESE depuis avril 2016, président de l'Association Patrimoine et Histoire de Vook APVH et du Comité environnemental de Koniambo, particulièrement investi dans la préservation du cœur de Voh ou concernant le respect de l'environnement par l'usine du Nord)
- 4 pour celles des îles Loyauté :
  - le Syndicat des pêcheurs d'Ouvéa : Daniel Estieux (membre du CESE depuis avril 2019 en remplacement de Cédric Meaou démissionnaire, président du Syndicat des pêcheurs d'Ouvéa)
  - l'Association foire agricole, artisanale et folklorique de Lifou : André Itrema (membre du CESE depuis 2010, secrétaire de l'association des producteurs agricoles loyaltiens Arbofruits depuis 2013, militant du RPC)
  - l'association Nengone Tourisme, de Maré : Richard Kaloï (membre du CESE depuis 2016, 3e vice-président du CESE depuis 2021, ancien président FLNKS-UC de la Province des îles Loyauté de 1989 à 1995)
  - le Comité du développement du district de Wet à Lifou : Wamo Maxime Wadrenges (membre du CESE depuis septembre 2019 en remplacement de Paulo Trogalaeë Saumë décédé, infirmier à la retraite, militant d'UC Renouveau et du FLNKS-UC)

#### Collège du Sénat coutumier
Les deux membres désignés par le Sénat coutumier en son sein sont :
- Aguetil Mahe Gowé (membre du CESE depuis novembre 2020, sénateur coutumier pour l'aire Ajië-Aro depuis 2020, de la tribu de Karovin dans le district de Haut-Nindhia)
- Samuel « Sammy » See Ihage (membre du CESE depuis décembre 2021, l'a déjà été de février 2019 à novembre 2020, sénateur coutumier pour l'aire Drehu depuis 2018, gendarme à la retraite, ancien otage puis négociateur lors de la prise d'otages d'Ouvéa en 1988, chef de clan de Luecila dans le district de Wet, gérant d'une exploitation agricole bio et président de l'association Lifou Tourisme)

#### Collège du Comité consultatif de l'environnement
Les deux membres désignés par le Comité consultatif de l'environnement (et premiers représentants de ce collège) sont : 
- Jacques Adjouhgniope (membre du CESE depuis décembre 2021, militant du FLNKS et du Palika, président de l'Association pour la sauvegarde de la biodiversité d'Ouvéa APBO, producteur de vanille à Wadrilla)
- Jonas Téin (membre du CESE depuis 2016, président de l'association Dayu Biik de préservation de l'environnement de Hienghène et notamment du mont Panié liée à Conservation International, ancien conseiller municipal FLNKS de Hienghène de 2008 à 2014)

#### Personnalités qualifiées
Les neuf personnes qualifiées représentatives de la vie économique, sociale ou culturelle du Territoire désignées par le Gouvernement de la Nouvelle-Calédonie après avis des trois présidents des Assemblées de Province sont : 
- Jean-Louis d'Anglebermes (président du CESE depuis décembre 2021, militant du FLNKS et de l'UC, ancien membre du gouvernement de la Nouvelle-Calédonie chargé de l'Écologie, du Développement durable, de l'Agriculture, de l'Élevage et de la Pêche de 2009 à 2011 puis du Travail et de l'Emploi, du Dialogue social, de la Formation professionnelle et des Relations avec le CESE de 2014 à 2021, ancien vice-président du gouvernement de 2015 à 2019)
- Louis-José Barbançon (membre du CESE depuis décembre 2021, historien spécialiste du bagne de Nouvelle-Calédonie, militant nationaliste calédonien, autonomiste et « accordiste » proche du FLNKS et de l'UC, ancien conseiller municipal d'opposition de La Foa de 2014 à 2020, ancien militant de la FNSC)
- Melito Finau (membre du CESE depuis décembre 2021, militant de L'Éveil océanien, ancien conseiller municipal de Païta de 1977 à 1989 et élu à l'Assemblée territoriale de Nouvelle-Calédonie  de 1979 à 1984 pour le parti centriste et autonomiste FNSC, ancien membre de la délégation océanienne au sein de la Mission du dialogue organisée en 1988 pour préparer les accords entre les deux camps rivaux des « Événements », ancien militant de Calédonie ensemble à Païta de 2008 à 2014)
- Yves Goyetche (membre du CESE depuis 2016, 2e vice-président du CESE depuis 2021, ancien directeur général jusqu'en mars 2017 de l'Institut calédonien de participation ICAP qui finance les projets concourant au rééquilibrage économique entre le Grand Nouméa et le reste de la Nouvelle-Calédonie)
- Patrick Ollivaud (membre du CESE depuis 2016, 4e vice-président du CESE depuis 2021, militant du Rassemblement, président-directeur général du groupe de la Société des hôtels de Nouméa ou SHN, détenu en majorité par la Province Sud et propriétaire des complexes hôteliers Méridien de Nouméa et de l'île des Pins ainsi que du Sheraton de Deva ainsi que des casinos de l'archipel, ancien conseiller municipal RPCR de Nouméa de 2001 à 2008)
- Gaston Gabriel Poiroi (membre du CESE depuis 2010, secrétaire du bureau du CESE depuis 2021, membre du bureau du FLNKS, militant de l'UC et ancien conseiller municipal d'opposition de Boulouparis en Province Sud de 2008 à 2020)
- Christian Roche (membre du CESE depuis décembre 2021, militant de L'Avenir ensemble puis des Républicains calédoniens et de L'Avenir en confiance, conseiller municipal d'opposition de Farino depuis 2008)
- Rozanna Roy (membre du CESE depuis 2016, 1re vice-présidente du CESE depuis 2021, présidente fondatrice du Groupement féminin de développement agricole de Nouvelle-Calédonie GFDA-NC depuis 2004, vice-présidente de la Fédération nationale des syndicats d'exploitants agricoles de Nouvelle-Calédonie ou FNSEA-NC depuis 2010, militante du Rassemblement, conseillère municipale d'opposition de Bourail depuis 2020, ancienne 7e adjointe au maire RPCR de Bourail chargée de la jeunesse et des droits des femmes de 2001 à 2008)
- Noël Wahuzue (membre du CESE depuis décembre 2021, porte-parole de la grande-chefferie Boula du district de Loessi à Lifou)

## Activité du CESE Nouvelle-Calédonie
« Le conseil économique, social et environnemental est consulté sur les projets et propositions de loi du pays et de délibération du congrès à caractère économique, social ou environnemental. À cet effet, il est saisi pour les projets par le président du gouvernement, et pour les propositions, par le président du congrès. »

 (Article 155 de la loi organique relative à la Nouvelle-Calédonie de 1999)